# Калачево (Куликовское сельское поселение)
Калачево — село в Ивановском районе Ивановской области России, входит в состав Куликовского сельского поселения.

## География
Село расположено на берегу реки Молохта в 10 км на север от центра поселения деревни Куликово и в 22 км на северо-восток от Иванова.

## История
В конце XIX — начале XX века село входило в состав Елюнинской волости Шуйского уезда Владимирской губернии. В 1859 году в селе числилось 28 дворов, в 1905 году — 23 двора.

## Население
| 1859 | 1905 |
| ---- | ---- |
| 142  | 105  |

| 1859 | 1905 | 2010 | 2018 |
| ---- | ---- | ---- | ---- |
| 142  | ↘105 | ↘38  | ↘30  |

## Достопримечательности
В 1863 году на средства прихожан была построена каменная Церковь Воскресения Христова с колокольней и оградой. Престолов в церкви было два: в холодной — в честь Воскресения Христова и в теплом приделе — в честь Успения Божьей Матери (устроен в 1885 году).